# Zorn – Kalter Rauch
Kalter Rauch ist der fünfte und letzte Film aus der deutschen Krimireihe Zorn aus dem Jahr 2017. Regie führte Andreas Herzog. Der Film geht zurück auf einen Kriminalroman aus der Zorn-Reihe des Autors Stephan Ludwig. Stephan Luca ist in der Titelrolle als Kriminalhauptkommissar Claudius Zorn zu sehen, Axel Ranisch als dessen engster Mitarbeiter Schröder. Alice Dwyer ist wiederum als Staatsanwältin Frieda Borck besetzt und Katharina Nesytowa als Zorns Freundin Malina. Die Haupt-Gastrollen übernahmen Devid Striesow, Sylvester Groth, Steffi Kühnert und Judith Engel.

## Handlung

### Haupthandlung
Kriminalhauptkommissar Claudius Zorn glaubt seinen Augen nicht zu trauen, es regnet Fische vom Himmel in Halle – unglaublich viele Fische. Im Autoradio vermeldet ein Sprecher, dass ein ähnliches Phänomen im Jahre 2010 in Australien beobachtet worden sei, als während eines Gewitters tausende Süßwasserfische vom Himmel gefallen seien. Was den Fischregen in Halle betreffe, könnte ein Sturmtief dafür verantwortlich sein.
Schröder, der nun Zorns Chef ist, befragt ein junges Mädchen namens Jenny, das in einem Brunnen ein künstliches Hüftgelenk gefunden hat. Sie wisse das, weil ihr Vater Orthopäde sei, entgegnet sie Schröder auf seine entsprechende Frage. Nachdem Schröder herausgefunden hat, wem das Hüftgelenk seinerzeit eingesetzt worden ist, spricht Zorn mit dem Ehemann von Donata Zettel, der Besitzerin des Gelenkes. Gregor Zettel, der seltsam benommen wirkt, meint jedoch nur lapidar, seine Frau sei nicht da. Während Zorn noch versucht, mit dem wortkargen Mann zu sprechen, erreicht ihn ein Anruf von Schröder, im Bergzoo gibt es einen Toten: Bertram Koszczyck, er wurde von einem Elefanten zertrampelt. Zorn erinnert sich an den Mann, der ihn am Abend zuvor beim großen Fischregnen umlief und voller Angst stammelte, er sei so gut wie tot. Nun liegt er tatsächlich tot vor ihm. Wie sich später herausstellt, hatte er Crystal Meth im Blut. Schröder findet heraus, dass Koszczyck mit dem psychotropen Wirkstoff gedealt und wahrscheinlich seine Dealer nicht bezahlt hat. Die Rauschdroge hatte er im Elefantenkäfig zwischen dem Stroh versteckt. Der ansonsten lammfromme Elefant Bertram hat sie aufgestöbert und unter der Wirkung dieser Substanz wild um sich getreten, wobei Koszczyck den Tod fand.
Über Gregor Zettel findet Schröder heraus, dass er in den 80er-Jahren unter dem Namen „GregZ“ kurzfristig einer der bekanntesten deutschen Popstars war und später den Beinamen „Komet“ erhielt, weil er so schnell wie er aufgetaucht war auch wieder von der Bildfläche verschwand. Über die Gründe wurde seinerzeit viel spekuliert, so war von Drogen, Alkoholmissbrauch und Depressionen die Rede. Schröder klärt Staatsanwältin Frieda Borck auf und erläutert, dass Zettels jetzige Frau zu jener Zeit seine Managerin gewesen sei. Seltsam ist, dass Donata Zettel immer wieder Ölradiatoren aus Weißrussland geordert hatte. Auch hatte sie sich einen erheblichen Geldbetrag bei ihrer Nachbarin Alma Gretsch geliehen, die nun ihr Geld von Gregor zurückverlangt. Als Alma in seinem Haus aufgrund einer Unterzuckerung zusammenbricht und Gregor um eine in ihrer Handtasche befindliche Pille bittet, enthält er ihr diese vor und wartet ihren langsamen Todeskampf ab.
Nach einem Stromausfall im Containerhafen wird erneut eine ziemlich übel zugerichtete Leiche gefunden, es ist die der Wachfrau. Gleichzeitig taucht der Schrotthändler Adam Völx bei Gregor Zettel auf und droht ihm Schmerzen an, von denen er gar nicht wisse, dass sie existieren würden. Er will wissen, wo Donata ist, da sie ihm Geld schulde. Er war für die Verschrottung der frisch aus Weißrussland gelieferten Heizkörper, die angeblich schadhaft waren, zuständig. Gregor meint, er verrate es ihm nur, wenn er mit ihm zusammen die Leiche der inzwischen verstorbenen Alma beseitige. Völx hackt und schneidet diese daraufhin in Stücke, die er in drei Müllbeuteln mit seinem Auto zum Schrottplatz fährt. Gregor soll ihm helfen, die Leichenteile unter die Schrottpresse zu platzieren.
Zorn hat inzwischen herausgefunden, dass die Ölradiatoren mit chemischen Substanzen gefüllt waren, die wahrscheinlich der Herstellung von Crystal Meth dienten, sobald die Flüssigkeit entnommen war, waren die Radiatoren wertlos. Als er mit Schröder darüber spricht, fasst er sich plötzlich an den Kopf und meint, deshalb seien die Heizkörper verschrottet worden.
Während Völx Gregor misshandelt, taucht Donata als Wachfrau der Schrottfirma verkleidet auf und richtet eine Pistole auf Völx. Als sie schießen will, ist die Waffe jedoch nicht geladen. Gerade als Völx mit einer Eisenstange auf das Paar zugeht, fällt ein Kastenwagen direkt auf Völx. Gregor hatte zuvor an den Knöpfen einer entsprechenden Apparatur herumgespielt. Als Schröder und Zorn dann auf dem Schrottplatz eintreffen, finden sie dort nur noch Gregor Zettel vor. In einem Nebenraum stoßen Zorn und die inzwischen ebenfalls eingetroffene Staatsanwältin dann auf das Labor, das der Herstellung von Crystal Meth diente. Donata Zettel, die nicht die Trägerin des künstlichen Hüftgelenks ist, sondern nur einer anderen Frau ihre Versicherungskarte zur Verfügung gestellt hatte, ist über alle Berge. Lapidar meint Zorn, nicht alle Verbrecher würden geschnappt, damit müsse man sich abfinden.

### Nebenhandlung
Zorns Freundin Malina Stapic steht kurz vor der Entbindung. Als Zorn mit Farbe und Pinsel bei ihr erscheint, um das Kinderzimmer zu streichen, kommt er jedoch zu spät, Malina hat das Zimmer bereits allein fertiggestellt. Als er meint, das habe er ja gar nicht mitbekommen, entgegnet sie nur, er bekomme eine ganze Menge nicht mit. Als Zorn entgegen seiner Überzeugung mit Malina an einem Entspannungskurs für werdende Mütter teilnimmt, kommt es zu einem heftigen Streit, da Malina total auf Angriff programmiert ist. Später versichert sie Zorn in einem Brief, dass sie ihn liebe, ihn aber nun freigebe, weil sie nicht daran glaube, dass es mit ihnen funktionieren könne. Er solle sich zu nichts verpflichtet fühlen, sie werde das schon hinbekommen. Malina ist fest davon überzeugt, dass Zorn nur zu feige ist, ihr zu sagen, dass er das Interesse an ihr verloren habe.
Schröder erzählt Zorn, nachdem dieser völlig ausgeflippt ist und Schröder bei ihm übernachtet, dass seine Mutter vor zwei Monaten gestorben sei, und dass Malina gesagt habe, er solle auf Zorn aufpassen. Ganz unvermittelt meint Zorn: „Ich hab Dich lieb, Schröder.“ Einige Zeit später trifft sich Zorn noch einmal mit Malina, um ihr zu sagen, dass er für sein Kind und auch für sie da sein wolle. Als sie sich trennen, haben beide ein Lächeln auf den Lippen.

## Produktion

### Produktionsnotizen, Hintergrund
Kalter Rauch wurde vom 2. November bis zum 2. Dezember 2016 an Schauplätzen in Halle (Saale) und Umgebung gedreht. Die Redaktion für den vom MDR durch die Produktionsfirma filmkombinat Nordost produzierten Film lag bei Jana Brandt und Melanie Brozeit und für die ARD Degeto bei Katja Kirchen.
Stephan Luca meinte: „Das ist der stärkste ‚Zorn‘ bisher. Das ist wahnsinnig mutig, was hier passiert. Das wird ein Film, der mitreißt.“ Er dürfe endlich etwas machen, was er so noch nie habe machen dürfen. Das sei der Grund, warum er Schauspieler geworden sei. Für die Darstellung des ewig Lederjacken tragenden Kauzes Zorn verlasse er gern die Komfortzone. Für Axel Ranisch war das „eine echt abgefahrene Geschichte“. Mit seinem Chefsein hadert er noch, seine Figur habe eben nur Zorn. Das sei eine Männerfreundschaft.

### Soundtrack
- Eisbär – Grauzone
- Losing My Religion – R.E.M.
- Ma Baker – Boney M.
- Polizisten – Extrabreit
- Schwarzes Loch im All – Song für den Film, gesungen von Greg’Z

## Rezeption

### Veröffentlichung, Einschaltquote
Bei seiner Erstausstrahlung im Programm der ARD Das Erste am 1. Juni 2017 schalteten 3,54 Millionen Zuschauer den Film ein, was einem Marktanteil von 14 Prozent entsprach.

### Kritik
Die Kritiker der Fernsehzeitschrift TV Spielfilm befanden im fünften Film Kalter Rauch passierten „makabre Dinge“. Fazit: „Für Krimifans, die alles gesehen haben“. Der Daumen zeigte nach oben, für Humor und Action gab es einen von drei möglichen Punkten, für Spannung zwei.
Heike Hupertz stellte in der Frankfurter Allgemeinen Zeitung die Frage, ob der Film, den man „schön absurd oder absurd schön finden“ könne, als Krimi tauge, nachdem sie zuvor festgestellt hatte, hier gehe zusammen, was nicht zusammen passe und jeder komme sich mit jedem ins Gehege. Hupertz stellte sodann die Scherzfrage: „Was haben ein blutiges künstliches Hüftgelenk auf einer Statue, ein von einem Elefanten totgetrampelter Tierpfleger, ein irre gewordenes One-Hit-Wonder der ‚Neuen Deutschen Welle‘, ein Hafen, in dem es keine Schiffe gibt, aber Container voller Ölradiatoren; Fischregen in der Innenstadt von Halle, ein sadistischer Schrottplatzbetreiber, eine verschmorte Wachschutzbeauftragte, ein Kurzschluss, der die Stadt lahmlegt, die russische Mafia, Geschäfte mit Crystal Meth, eine hochschwangere Freundin, zwei wüst recherchierende Kommissare und eine coole Staatsanwältin miteinander gemein?“ Die Antwort lautete: „Gar nichts.“ Zwar werde die Folge mit „viel Herzblut“ gespielt, allerdings erschließe sich der Titel „ebenso wenig aus der Handlung, wie die Sinnhaftigkeit der ganzen Unternehmung“. […] „Ist ‚Zorn‘ nun Dada oder Gaga? Handelt es sich um eine Krimiparodie, eine mit kaltem Blick gefilmte Rache für Leute, denen das mord- und totschlaglastige Fernsehprogramm zum Hals heraushängt? Ist das ein philosophisch fundierter Überkrimi, welcher der dem Fernsehfilm immanenten Wiederherstellung der Ordnung ein anarchistisches Schnippchen schlägt?“ „Sichtlich“ sei ‚Kalter Rauch‘ „von Leuten gemacht, die ihr Handwerk verstehen und mit Spaß bei der Sache“ seien.
Rainer Tittelbach gab dem Film auf seiner Seite tittelbach.tv fünf von sechs möglichen Sternen und fasste zusammen: „Waren es bisher die Charaktere, die für die Schrägheit dieser Reihe standen – so scheint jetzt einfach alles aus den Fugen geraten zu sein: Harmlose und weniger harmlose Psychopathen, ein Hafen ohne Schiffe, eine Stadt ohne Strom, zu Beginn fallen Fische vom Himmel, und ein paar Tote gibt es natürlich auch. ‚Zorn‘ verbindet die Kontinuität einer Reihe mit dem Einzigartigkeits- & Überraschungsfaktor eines Einzelstücks. In ‚Kalter Rauch‘, dem visuell aufregendsten Film seit dem Start 2014, wird diese Qualität besonders deutlich ausgespielt. Der Wahnsinn hat System und macht beste Laune. Luca ist der ultimative Zorn, Ranisch eine eigene Marke, Striesow gefällt in einer Gaga-Rolle und Groth brilliert als eiskalter Engel.“ Weiter schrieb der Kritiker: „Die Hallenser spinnen, Schröder wird Chef, Zorn depressiv & ein guter Bulle.“ Tittelbach sprach noch einmal die Umbesetzung Mišel Matičević zum „Schwiegermutterschwarm Stephan Luca“ an, die scheinbar den „Innovationswillen“ des Senders schon wieder beendete. Doch Luca habe zunehmend besser in seine Rolle gefunden und sei in ‚Kalter Rauch‘ „endgültig der ultimative Zorn“ geworden – auch, weil „seine differenzierte Darstellung seiner dadurch immer differenzierter erscheinenden Bullenrolle die zahlreichen Komödienfiguren“, die Lucas Image geprägt hätten, „vergessen machen“. Eine „eigene Marke“ bleibe natürlich auch Schröder und sein Darsteller: „ein Hoch auf das Unverstellte, das menschlich Liebenswerte, das Unschuldige als Gegenpool zum Coolen und Kaputten“. Bemerkenswert sei auch Devid Striesows Rolle als geistig verwirrter ehemaliger Popstar in Geldnöten. So wenig Text dürfte er noch nie in einem Film […] gehabt haben. Für Tittelbach war es ein an „außergewöhnlichen Einfällen reicher Film“. […] „Das Schlussbild der drei Guten macht am Ende aber Hoffnung auf eine bessere Welt in Zorn Nr. 6“, schloss Tittelbach.
Für Quotenmeter.de stellte Lukas Brübach die Frage, ob der von Stephan Luca gespielte Claudius Zorn in seinem eventuellen TV-Finale zu überzeugen wisse. Die „rätselhaften Gegebenheiten des Krimis“ seien „mehr effekthascherische Signale als tatsächlich tragende Handlungselemente der Geschichte“, denn der Fall an sich liege „spannungstechnisch im unteren Bereich der Fernseh-Krimis“. Die Charaktere der Reihe seien „allerdings überaus gut gelungen“. Weiter führte Brübach aus: „Zorn ist dabei weder eine transparente Projektionsfläche des Autoren [sic!], mit dem er ein konkretes Problem thematisieren möchte, noch eine völlig verschlossene Granitwand, die den Zuschauer mit ihrer Mystik einfangen soll. Das Gegenstück dazu bietet Kollege Schröder. Alex Ranisch gibt sich aufrichtig unverstellt, menschlich warm und unschuldig. Als polares Gegenteil zu dem coolen und kaputten Zorn wirkt die Rolle doppelt so effektiv und gerade die Beziehung zwischen den beiden bietet einiges. Es wird einem warm ums Herz, wenn Zorn neben Schröder liegt und ihm gesteht, dass er ihn lieb hat.“ Brübach sprach von einem „gelungene[n] Film“ der Reihe, der durch seine Figurenzeichnung zu einem „echten Schmankerl für Fans“ werde, „dem Rest der Zuschauer allerdings nur einen lauwarmen Krimi“ biete. Das Quotenmeter zeigte einen Ausschlag von 65 Prozent an.
Der Filmdienst war durchaus angetan von dem Film und schrieb: „Inhaltlich wie auch formal abenteuerlicher (Fernsehserien-)Krimi, der mit originellen, im guten Sinne respektlosen Details eingefahrene Genremuster aufbricht. – Ab 16.“
Tilmann P. Gangloff beschäftigte sich in der Frankfurter Rundschau mit dem fünften Zorn-Krimi, der „durch eine bizarre Geschichte, großartige Schauspieler und eine famose Bildgestaltung faszinier[e]“. Schon der „bizarre Auftakt“ sei „ein Ereignis“. Die „apokalyptische Stimmung“ präge auch „die visuelle Gestaltung des Films“. „Selbst wenn die Handlung nur halb so faszinierend wäre: Die Bilder, die Andreas Herzog gemeinsam mit seinem Kameramann Ralph Noack gefunden hat, sind herausragend“, schrieb der Kritiker. Gangloff meinte weiter, „nicht zuletzt dank Stephan Luca“ nehme der Film „in der kaum noch überschaubaren Riege der TV-Ermittler eine Sonderstellung“ ein, auch wenn „das größere Verdienst naturgemäß dem Autor Stephan Ludwig“ zukomme. „Die ausgesprochen kunstvolle, ungemein sorgfältige und gerade durch die Arbeit mit Licht, Farbe und Perspektiven immer wieder überraschende Bildgestaltung ist ein Gedicht. Aber auch die Leistungen der Schauspieler tragen dazu bei, dass ‚Kalter Rauch‘ weitaus mehr als bloß ein gewöhnlicher Reihenkrimi ist.“ Die „faszinierendste Rolle“ habe Devid Striesow als ehemaliger Sänger GregZ. Dem Schauspieler gelinge „das Kunststück, diesen vom Leben außerhalb der eigenen vier Wände völlig überforderten und vor sich hin stammelnden Gregor Zettel nicht lächerlich oder unfreiwillig komisch wirken zu lassen, sondern Mitgefühl zu wecken“. Auch Sylvester Groth gelinge in seiner Rolle als Völx eine „reizvolle Gratwanderung“.